# Die Borgias
Die Borgias (Originaltitel: The Borgias) ist eine historisch-fiktionale Fernsehserie von Oscarpreisträger Neil Jordan über die berühmt-berüchtigte Borgia-Familie, die im Italien des 15. Jahrhunderts zu Macht und Reichtum gelangte. Oscarpreisträger Jeremy Irons spielt darin den Familienpatriarchen Rodrigo Borgia, der 1492 Papst Alexander VI. wurde, François Arnaud und Holliday Grainger stellen seine bekanntesten Kinder, Cesare Borgia und Lucrezia Borgia, dar.
Die Serie gilt als die inoffizielle Nachfolgeserie von Die Tudors und besteht aus drei Staffeln und 29 Episoden. Die Erstausstrahlung erfolgte in den Vereinigten Staaten am 3. April 2011 bei Showtime, während sie im deutschsprachigen Raum ab dem 9. November 2011 auf ProSieben zu sehen war. Sie ist nicht zu verwechseln mit der deutsch-französisch-österreichischen Koproduktion Borgia (mit John Doman als Papst Alexander VI.), die ab Oktober 2011 im ORF und dem ZDF erstausgestrahlt wurde.

## Handlung

### Staffel 1
Rom im Jahr 1492: Kardinal Rodrigo Borgia, ein Geistlicher mit einer Mätresse und vier unehelichen Kindern, steht kurz vor der Erfüllung seines Traums, Papst zu werden, als der alte Papst Innozenz VIII. stirbt. Mit Hilfe seiner Söhne Cesare und Juan gelingt es ihm, durch Bestechung die Mehrheit der Kardinäle für sich zu gewinnen und so die Wahl des neuen Papstes zu seinen Gunsten zu manipulieren. Er wird Papst Alexander VI., doch hat er jetzt mehr mächtige Feinde denn je. Besonders die Kardinäle Orsino Orsini und Giuliano della Rovere versuchen, ihn mit allen Mitteln aus dem Weg zu räumen. Bereits wenige Tage nach der Wahl verhindert Cesare mit Hilfe des Söldners Micheletto Corella einen Mordanschlag auf seine Familie.
Micheletto wird Cesares ständiger Schatten und ausführendes Organ.
Um sich politisch abzusichern, verheiratet Alexander seine Tochter Lucrezia in einer politisch vorteilhaften Ehe mit dem gewalttätigen und trunksüchtigen Giovanni Sforza von Pesaro, erhebt Cesare zum Kardinal und macht Juan zum Anführer der päpstlichen Streitkräfte. Doch della Rovere gewinnt bald die Unterstützung des französischen Königs Karl, der mit seiner Armee in Italien einfällt, um Papst Alexander zu stürzen. Die Borgia stehen kurz vor ihrem Fall.
Nur durch eine List gelingt es Alexander, Rom vor der Plünderung durch die Franzosen zu retten.
König Karl zieht nach Neapel weiter und tötet den dortigen Prinzen Alfonso.
Cesare und Micheletto entführen Giovanni Sforza und zwingen ihn, sich von Lucrezia scheiden zu lassen durch ein Geständnis angeblicher Impotenz.
Lucrezia ist somit frei von ihrem verhassten Ehemann.
In der Folgezeit wird mit allen Mitteln in Rom die Macht gesichert.

### Staffel 2
Lucrezia bringt ein Kind zur Welt, Giovanni, den unehelichen Sohn ihres Geliebten, des Pferdeknechtes Paolo. Als ihr Bruder Juan von der Liebschaft erfährt, lässt er kurzerhand Paolo töten und stellt es als Selbstmord dar.
In der Folgezeit entsendet der Papst Juan nach Spanien, um ihn dort zu verheiraten und ihn nach dem Skandal um Paolo aus Rom zu entfernen.
Cesare Borgia, noch immer im verhassten Kardinalsrock, spioniert derweil in der Festung Forlì die raffinierte Feindin Caterina Sforza aus.
Er beginnt ein Verhältnis mit ihr, das sie jedoch rasch beendet und ihn demütigt.
In einer Verkettung der Umstände tötet Cesare dabei im Affekt seinen Ex-Schwager Giovanni Sforza und flieht mit Micheletto überstürzt aus Forlì.
Zur gleichen Zeit beginnt der im Untergrund agierende, vertriebene Kardinal della Rovere, einen Mord an Papst Alexander zu planen und selbst den Stuhl Petri zu besteigen.
In dem jungen Mönch Antonello findet er sein Werkzeug. Antonello wird durch einen Mord schließlich als Vorkoster in die Nähe des Papstes gebracht.
Cesare trifft in Florenz auf den Staatsmann Niccolò Macchiavelli. Die goldene Stadt der Medici versinkt in einem religiösen Wahn unter der Herrschaft des Eiferers Girolamo Savonarola. In seiner Eigenschaft als Kardinal soll Cesare den populären Wahnpredier verhaften und der Inquisition übergeben. Ein Vorhaben, das zunächst an der Popularität des Savonarola scheitert.
Rom befindet sich im Krieg mit Forlì. Als die päpstlichen Truppen die Festung angreifen sollen, wird der mittlerweile syphiliskranke Juan Borgia zurück nach Rom berufen. Ein Unternehmen, das zum Scheitern verurteilt ist, vor allem wegen der zunehmenden geistigen Labilität Juans, der der Familie mehr Last als Nutzen ist.
Cesare verhaftet Savonarola, fälscht ihm ein Geständnis der Ketzerei und lässt ihm die Zunge herausschneiden. Die öffentliche Verbrennung des Fanatikers beendet eine Epoche.
Die Macht der Borgia ist wieder aufgebaut. Lucrezia wird in eine Ehe mit dem jungen Alfonso von Aragon gedrängt, einem neapolitanischen Prinzen.
Auf der Tauffeier von Lucrezias Sohn Giovanni beleidigt der betrunkene Juan zuerst Lucrezia und versucht in Folge, ihren Sohn zu töten. Cesare entschließt sich daraufhin zu handeln und lauert Juan im Juni 1497 nachts in Rom auf, als dieser aus einem Opiumhaus kommt. Die zerstrittenen Brüder versöhnen sich scheinbar, doch als Juan Cesare auffordert: "Befreie dich, Bruder!", ersticht Cesare ihn und versenkt seine Leiche im Tiber. Cesare gesteht den Mord seinem Vater, der ihn darauf aus dem Kardinalskollegium entlässt. Papst Alexander bestattet seinen ermordeten Sohn selbst und wird gleich danach von Antonello in einem selbstmörderischen Anschlag vergiftet. In der letzten Szene stirbt Antonello durch Selbstmord, während Papst Alexander röchelnd seinem verbliebenen Sohn Cesare in die Arme fällt.

### Staffel 3
Die dritte Staffel knüpft direkt an das Ende der zweiten Staffel an: Papst Alexander VI ist 1497 in Della Roveres Auftrag von Antonello vergiftet worden. Der Pontifex scheint verloren und bereits im Sterben. Da seine Tochter Lucrezia das nicht zu akzeptieren bereit ist, versucht sie ihn durch das Einflößen von Asche in den Mund zu retten. Einen ganzen Tag ringt der Papst mit dem Tode. Unterdessen verhindern Cesare und Micheletto einen Mordanschlag auf die Borgia-Familie und üben grausame Rache an den Ordensbrüdern Della Roveres. Giuliano della Rovere flieht aus Rom und rettet nur sein nacktes Leben. Dem Verräter folgen die Kardinäle Francesco Todeschini Piccolomini und Julius Versucci. Versucci wird von Micheletto aufgespürt und begeht Suizid.
Nachdem Papst Alexander von seinem Giftanschlag genesen ist, widmet er sich nach dem Sieg über die Feinde im eigenen Haus der Außenpolitik. Lucrezia wird mit Alfonso von Aragon verheiratet, Cesare schickt er nach Frankreich, wo er die junge Charlotte d'Albret zur Frau nimmt. Die Macht der Borgias aber schwankt noch immer, wie auch ihr Ansehen. Als der neapolitanische König Ferdinand Lucrezias Sohn Giovanni nicht in der Ehe seines Vetters Alfonso dulden will, lässt Lucrezia ihn töten und verhilft somit dem gerissenen Prinzen Federico zum Königsthron Neapels, welcher mit der Feindin der Borgias Caterina Sforza verbündet ist. Lucrezia wird zur Geisel und zum Sicherheitsgarant eines Friedensschlusses für die Sforzas. Durch List jedoch gelingt Lucrezia und Alfonso die Flucht und sie werden von Cesare nach Rom gebracht.
Cesare plant einen Krieg gegen die Sforzas und beginnt zugleich eine Affäre mit seiner Schwester Lucrezia, die unglücklich mit ihrem trinkfreudigen und dummen Ehemann Alfonso ist. Zwischen Cesare und Alfonso entsteht ein mörderischer Hass. Cesare hebt französische Söldnertruppen aus, die Zeichen stehen auf Krieg. Dem zum Trotz begeht der Papst groß angelegt die Neujahrsfeier des Jubeljahres 1500, wo auch alle Feinde der Borgias zum Bankett geladen sind.
Wenig später töten Cesare und Micheletto das Oberhaupt des Sforza-Clans Ludovico il Moro und Caterina Sforzas jugendlichen Sohn Benito.
Cesare belagert die Festung Forlì und kann sie mit Hilfe von Michelettos Ortskenntnis über ein Tunnelsystem stürmen. Caterina Sforza wird festgenommen und nach Rom gebracht, wo man sie in der Engelsburg in Festungshaft setzt.
Die siegreichen Borgias Alexander VI und Cesare schwören sich, eine Dynastie zu errichten, ein römisches Königreich gemäß Cesares Worten: Aut Caesar, aut nihil. Der Pakt zeigt den unermesslichen Größenwahn dieser beiden Männer.
In der letzten Szene besucht Cesare im Jahre 1503  Lucrezia in ihrem Palazzo, wobei er statt auf sie auf den betrunkenen Alfonso trifft. Beim anschließenden Duell tötet Cesare Alfonso mit seinem Rapier. Lucrezia vergiftet den schwer verletzten Alfonso, um ihm die Qual zu erleichtern und beschmiert sich ihr Gesicht mit Alfonsos Blut, das sie niemals abwaschen will, da der Tod Alfonsos ihre Liebe zu ihm wieder geweckt hat. Die Serie endet mit Cesares Worten zu seiner Schwester: Du bist durch das Blut gereinigt.

## Hauptfiguren
Rodrigo Borgia
Rodrigo ist der Patriarch der Familie und als Spanier ein verachteter Außenseiter in Rom. Getrieben von der großen Ambition Papst zu werden, ist er dennoch ein liebevoller Familienvater, der seine Position als Kardinal zu nutzen weiß, um seine Kinder und sich selbst zu Macht und Reichtum zu bringen. Gerissen und clever manövriert er seine Feinde aus und wird schließlich Papst. Nachdem die Beziehung zu seiner langjährigen Mätresse Vanozza de’ Cattanei, die ihm die Kinder Cesare, Juan, Lucrezia und Jofré schenkte, abkühlt, beginnt er eine skandalöse Affäre mit der römischen Schönheit Giulia Farnese.
Cesare Borgia
Rodrigos und Vannozas ältester Sohn, Cesare, trat auf Befehl seines Vaters in dessen Fußstapfen und wurde Priester – gegen seinen Willen. Scharfsinnig und skrupellos dient er seinem Vater als Berater und Vollstrecker und mordet zum Schutz seiner Familie. Seiner Schwester Lucrezia und seiner Mutter ist er hingebungsvoll zugetan, seinen Bruder Juan jedoch, den er für den Liebling des Vaters hält, beneidet er zutiefst um die weltliche Karriere und seine Position als Anführer der päpstlichen Streitkräfte.
Lucrezia Borgia
Die hübsche 14-jährige Lucrezia und einzige Tochter der Familie ist zunächst ein naives Mädchen und der Liebling ihres Vaters und ihres Bruders Cesare. Nachdem ihr Vater Papst geworden ist, muss das intelligente, scharfsinnige Mädchen schnell erwachsen werden, denn zum Vorankommen der Familie verheiratet Rodrigo sie aus politischen Gründen an den unattraktiven, brutalen Giovanni Sforza.
Vanozza de Cattanei
Die langjährige Geliebte und Mutter von Rodrigos vier Kindern wird vom Papst beiseitegeschoben, als sein Auge auf die jüngere und schönere Giulia Farnese fällt. Doch auch wenn sie nicht mehr das Bett mit Rodrigo teilt, bleibt Vanozza die Matriarchin einer eng verbundenen Familie, deren Kinder in ihrem Haus ein und aus gehen und ihr liebevoll zugetan sind.
Giulia Farnese
Die schöne Giulia Farnese, genannt La Bella, ist unglücklich verheiratet, als sie die Aufmerksamkeit des neuen Papstes erregt. Schnell wird sie seine Geliebte. Geschickt ihre Reize und ihren Verstand nutzend, wird sie bald sogar zur Beraterin des Papstes und freundet sich mit dessen Tochter Lucrezia an.
Juan Borgia
Juan ist der zweitälteste Sohn Rodrigos und Vanozzas, der Liebling seines Vaters, Herzog von Gandia und Anführer der päpstlichen Streitkräfte. Der arrogante junge Mann ist ein unfähiger Prahler, dem die Aufgabe seine Familie zu beschützen rasch über den Kopf wächst. Während sein Bruder die Drecksarbeit erledigt, treibt Juan sich lieber in Bordellen und Tavernen herum.
Micheletto
Der Meuchelmörder Micheletto ist der professionelle Vollstrecker der Borgia. Zunächst von deren Gegnern angeheuert, die Borgia zu ermorden, wechselt er die Seiten und dient nun Cesare.
Micheletto wurde in Forlì geboren, wo er eine homosexuelle Beziehung unterhielt. Er verließ Forlì, nachdem er seinen eigenen Vater ermordete. Später unterhält Micheletto eine Beziehung mit dem Spion Pascal.
Jofré Borgia
Der jüngste Sohn der Familie wird im Alter von zwölf Jahren aus politischen Gründen mit Sancha von Aragon verheiratet. Da ihr Ehemann noch ein Kind ist, findet seine schöne, erwachsene Braut schnell einen Liebhaber in Jofrés Bruder Juan.
Giuliano della Rovere
Der Kardinal della Rovere ist Rodrigos erbitterter Feind im Kampf um den heiligen Stuhl. Er glaubt sich dem Borgiapapst moralisch überlegen und tut alles, um den aus seiner Sicht verruchten Blasphemiker zu stürzen und selbst Papst zu werden, damit er die Kirche reformieren kann. Doch in seiner Besessenheit, Rodrigo zu stürzen, begibt er sich bald auf ebenso moralisch fragwürdigen Boden wie dieser.

## Besetzung und Synchronisation
Die deutsche Synchronisation entstand nach einem Synchronbuch von Theodor Dopheide und unter der Dialogregie von Axel Malzacher durch die Synchronfirma Arena Synchron in Berlin.

### Hauptbesetzung
| Rollenname                     | Schauspieler      | Synchronsprecher    |
| ------------------------------ | ----------------- | ------------------- |
| Papst Alexander VI.            | Jeremy Irons      | Thomas Fritsch      |
| Kardinal Cesare Borgia         | François Arnaud   | Marcel Collé        |
| Lucrezia Borgia                | Holliday Grainger | Friedel Morgenstern |
| Vanozza de’ Cattanei           | Joanne Whalley    | Sabine Arnhold      |
| Giulia Farnese                 | Lotte Verbeek     | Maria Koschny       |
| Juan Borgia                    | David Oakes       | Ozan Ünal           |
| Micheletto                     | Sean Harris       | Florian Halm        |
| Girolamo Savonarola            | Steven Berkoff    | Jürgen Kluckert     |
| Kardinal Giuliano della Rovere | Colm Feore        | Stephan Schwartz    |
| Kardinal Ascanio Sforza        | Peter Sullivan    | Wolfgang Wagner     |
| Caterina Sforza                | Gina McKee        | Sabine Falkenberg   |

### Nebenbesetzung
| Rollenname                  | Schauspieler       | Synchronsprecher     |
| --------------------------- | ------------------ | -------------------- |
| Jofré Borgia                | Aidan Alexander    | Henning Katz         |
| Johannes Burckard           | Simon McBurney     | Axel Malzacher       |
| Kardinal Orsino Orsini      | Derek Jacobi       | Friedhelm Ptok       |
| Ursula Bonadeo              | Ruta Gedmintas     | Marie Bierstedt      |
| Prinz Djem                  | Elyes Gabel        | Nico Mamone          |
| Alessandro Piccolomini      | Bosco Hogan        |                      |
| Giovanni Sforza             | Ronan Vibert       | Oliver Stritzel      |
| Sancha von Aragon           | Emmanuelle Chriqui | Luise Helm           |
| Papst Innozenz VIII.        | Michael Poole      | Eckart Dux           |
| Prinz Alfons II.            | Augustus Prew      | Konrad Bösherz       |
| Pinturicchio                | Jalaal Hartley     | Thomas Schmuckert    |
| Piero di Lorenzo de’ Medici | Cesare Taurasi     | Leonhard Mahlich     |
| Niccolò Machiavelli         | Julian Bleach      | Udo Schenk           |
| Ludovico Sforza             | Ivan Kaye          | Klaus-Dieter Klebsch |
| König Ferdinand I.          | Joseph Kelly       | Michael Narloch      |
| König Karl VIII.            | Michel Muller      | Jacky Nonnon         |
| Paolo                       | Luke Pasqualino    | Nico Sablik          |
| Theo                        | David Bamber       | Peter Reinhardt      |

## Produktion und Ausstrahlung
Die Serie wird von Take 5 Productions und Octagon Films im Auftrag des Senders Showtime produziert und hatte für die erste Staffel ein Budget von 40 Mio. US-Dollar. Gefilmt wird die Serie in Etyek, Ungarn, in den Korda Studios nahe Budapest, wo Szenenbildner François Seguin in viermonatiger Arbeit ein aufwändiges Filmset errichten ließ, u. a. mit Nachbauten der Peterskirche und der päpstlichen Privatgemächer. Serienschöpfer und Drehbuchautor Neil Jordan führte während der ersten beiden Folgen Regie. Die Serie hatte am 3. April 2011 auf dem amerikanischen Pay-TV-Sender Showtime und dem kanadischen Sender Bravo Premiere und war mit 1,06 Millionen Zuschauern der erfolgreichste Serienstart bei Showtime seit sieben Jahren. Insgesamt erreichte die Serie in den USA während der Premierenwoche 3,71 Mio. Zuschauer, die die verschiedenen Möglichkeiten des Pay-TV-Senders (Wiederholungen, On Demand etc.) nutzten, um die Serie zu sehen. Die ersten beiden Folgen wurden als Doppelfolge ausgestrahlt, die nachfolgenden 7 Episoden jeweils sonntags wöchentlich einzeln.
Am 25. April 2011 bestellte Showtime eine zweite Staffel mit zehn Episoden, deren Ausstrahlung am 8. April begann und am 17. Juni 2012 beendet wurde. Die Einschaltquoten der Serie übertrafen die ihrer Vorgängerserie Die Tudors. „Die Borgias sind zum sonntagabendlichen Fernsehtermin für einen breiten Teil unserer Zuschauer geworden“, verkündete David Nevins, President of Entertainment bei Showtime. Drehbeginn für die zweite Staffel war der 1. Juli 2011 und Neil Jordan ließ verlauten, dass er für die Serie insgesamt vier Staffeln plant. Anfang Mai 2012 verlängerte Showtime die Serie um eine zehnteilige dritte Staffel. Die Ausstrahlung erfolgte vom 14. April bis zum 16. Juni 2013.
Anfang Juni 2013 gab Showtime die Einstellung der Serie nach der dritten Staffel bekannt.

### Deutschsprachiger Raum
Der österreichische Privatsender ATV sendete die Serie in deutschsprachiger Erstausstrahlung vom 11. September bis zum 2. Oktober 2011. In der Schweiz startete die Serie am 23. Oktober 2011 auf 3+; dort wurde nach drei Folgen wegen zu geringen Zuschauerinteresses auf weitere Ausstrahlungen verzichtet. In Deutschland wurde die erste Staffel unter dem Titel Die Borgias – Sex. Macht. Mord. Amen. ab 9. November auf ProSieben ausgestrahlt. Die zweite Staffel wurde am 13., 20. und 21. Dezember 2012 bei Kabel eins gezeigt. Die dritte Staffel zeigt Pro7 MAXX am 25. und 26. Dezember 2013 in jeweils fünf Folgen am Stück.

### International
Auf der internationalen Programm-Messe Mip TV wurde die Serie im April 2011 u. a. nach Griechenland, Israel, Italien, Südkorea und in die Türkei verkauft. Daneben ist die Serie in Großbritannien ab 13. August 2011 auf Sky Atlantic zu sehen.

## Episodenliste

### Staffel 1
| Nr. (ges.) | Nr. (St.) | Deutscher Titel          | Originaltitel         | Erstausstrahlung USA | Deutschsprachige Erstausstrahlung (A) | Regie              | Drehbuch    |
| --- | --------- | ------------------------ | --------------------- | -------------------- | ------------------------------------- | ------------------ | ----------- |
| 1 | 1         | Der vergiftete Kelch     | The Poisoned Chalice  | 3. Apr. 2011         | 11. Sep. 2011                         | Neil Jordan        | Neil Jordan |
| Rom, 1492: Papst Innozenz VIII. liegt auf dem Totenbett. Mehrere Kardinäle kämpfen nun um die Macht im Kardinalskollegium. Als das Konklave zur Wahl des neuen Papstes beginnt und Kardinal Borgia auch nach mehreren Wahlgängen noch nicht die benötigte Anzahl Stimmen erhalten hat, beauftragt er seinen ältesten Sohn Cesare, die anderen Kardinäle zu bestechen, indem er ihnen Land verspricht und sogar Kirchen plündert, um mit dem Gold aus Reliquien die Wahl seines Vaters zum Papst zu ermöglichen. Dabei verspricht er allerdings sowohl Kardinal Sforza als auch Kardinal Orsini für ihre Unterstützung das Amt des Vizekanzlers der Kirche. Wie erwartet wird Kardinal Rodrigo Borgia zu Papst Alexander VI. gewählt. Doch sein größter Feind unter den Kardinälen, Kardinal della Rovere, bezichtigt ihn sofort des Ämterkaufs, und als nicht Orsini, sondern Sforza Vizekanzler wird, lädt der wütende Orsini den Papst, Cesare und die Kardinäle zu einem Bankett ein, wo er Borgia und seinen Sohn vergiften lassen will. Cesare kommt dem geplanten Attentat jedoch auf die Spur und bringt den Attentäter Michelotto dazu, die Seiten zu wechseln, worauf dieser seinen ursprünglichen Auftraggeber Kardinal Orsini vergiftet. |           |                          |                       |                      |                                       |                    |             |
| 2 | 2         | Der Meuchelmörder        | The Assassin          | 3. Apr. 2011         | 11. Sep. 2011                         | Neil Jordan        | Neil Jordan |
| Micheletto wird kurz darauf von Alexanders zweitem Sohn Juan, Gonfalonier der päpstlichen Streitkräfte, als mutmaßlicher Attentäter festgenommen. Doch Cesare lässt ihn frei und installiert ihn als Doppelagenten bei Kardinal della Rovere, der unterdessen das Kardinalskollegium um sich schart und mit Hilfe des Rechtsgelehrten Johannes Burckard die Absetzung des Papstes wegen Unkeuschheit einfädeln will. Und tatsächlich unterhält Alexander ein Verhältnis mit Giulia Farnese, die er im Palast des toten Kardinals Orsini, fern von ihrem sie misshandelnden Ehemann, untergebracht hat. Als der Papst und Giulia dort bei einem intimen Zusammensein von Giulias Dienstmädchen beobachtet werden, wittert Kardinal Della Rovere seine Chance, den Papst abzusetzen. Doch Doppelagent Micheletto informiert Cesare vom Plan der Kardinäle. Bevor della Rovere zum Zug kommt, lässt Cesare durch Micheletto das Dienstmädchen als einzige Augenzeugin ermorden und hängt della Rovere den Mord an, der daraufhin aus Rom fliehen muss. Gleichzeitig kündigt Alexander, ebenso nach Konsultation mit Johannes Burckard, die Ernennung 13 neuer papsttreuer Kardinäle – darunter sein Sohn Cesare – an und sichert sich somit die Macht über das Kardinalskollegium. |           |                          |                       |                      |                                       |                    |             |
| 3 | 3         | Der Bruder des Sultans   | The Moor              | 10. Apr. 2011        | 18. Sep. 2011                         | Simon Cellan-Jones | Neil Jordan |
| Kardinal della Rovere ist nach Neapel geflohen und ersucht dort den jungen Prinzen Alfonso , der für seinen debilen Vater, König Ferdinand I. regiert, ihn bei seinem Kampf gegen die Borgias zu unterstützen. Cesare Borgia schickt in Alexanders Auftrag Micheletto nach Neapel, um della Rovere zu ermorden, doch das blutige Attentat in Alfonsos Badehaus scheitert. Während der wütende Prinz Alfonso den Kirchenmann aus seinem Königreich verweist, da er kein Blutvergießen auf eigenem Boden duldet, ergibt Cesare in Rom sich nur widerwillig dem Wunsch seines Vaters, ihn zum Kardinal zu erheben. Alexander sucht inzwischen einen Ehemann für Lucrezia, der ihm eine politische Allianz gegen della Rovere ermöglichen kann, und nimmt gegen ein erkleckliches Entgelt tausende Juden auf, die Königin Isabella von Spanien durch das Alhambra-Edikt aus ihrem Land vertrieben hat. Ebenso nimmt er gegen ein jährliches Entgelt von 40.000 Dukaten den osmanischen Prinzen Djem im Vatikan auf, der für seinen Bruder, Sultan Bayezit II. eine Bedrohung von dessen Thron darstellt. Zwischen Cesare, Juan, Lucrezia und Djem beginnt eine innige Freundschaft. Als jedoch die Wahl für Lucrezias Ehemann auf Giovanni Sforza, Cousin Ludovico Sforzas von Mailand, fällt, bestehen die Sforza auf eine äußerst hohe Mitgift von 400.000 Dukaten – genau die Summe, die der Sultan als Kopfgeld auf Djems Leben ausgesetzt hat. Alexander – zum Entsetzen Cesares – befiehlt Juan, Djem zu vergiften. Weil Cesare ihm jedoch Michelettos Hilfe verweigert, verabreicht Juan Djem dilettantisch ein qualvoll langsam wirkendes Gift. Schließlich greift Cesare doch ein und steht Wache, während Juan mit Tränen in den Augen Djem mit einem Kissen erstickt. Lucrezias Mitgift ist gesichert. |           |                          |                       |                      |                                       |                    |             |
| 4 | 4         | Die verkaufte Braut      | Lucrezia’s Wedding    | 17. Apr. 2011        | 18. Sep. 2011                         | Simon Cellan-Jones | Neil Jordan |
| Kardinal della Rovere flieht von Neapel nach Florenz, wo er sich um eine Allianz mit dem Herrscher Piero di Lorenzo de’ Medici bemüht. Er will französische Truppen gegen Alexander VI. organisieren und Lorenzo de’ Medici soll diesen freies Geleit durch seine Republik ermöglichen. Auch trifft sich der Kardinal mit dem borgiafeindlichen florentinischen Prediger Girolamo Savonarola, der in Visionen deren Untergang prophezeit, und entgeht wieder nur knapp einem Attentat durch einen als Bettelmönch getarnten Meuchelmörder Cesares. In Rom laufen unterdessen die Vorbereitungen für Lucrezias Hochzeit auf Hochtouren. Lucrezia, nervös vor ihrer Ehe mit einem Unbekannten und noch immer krank vor Trauer um Djem, ist untröstlich, als ihr Vater auch noch ihrer Mutter Vannozza de’ Cattanei verbietet, an der Hochzeit teilzunehmen. Das Auftreten einer ehemaligen Mätresse wäre ein Skandal, den die Sforza als Beleidigung betrachten würden. Ungeachtet dessen erscheint Alexander VI. mit seiner neuen, jedoch adeligen Mätresse Giulia Farnese auf dem Bankett, das sich zu einer Orgie entwickelt. Cesare, unglücklich darüber, seine geliebte kleine Schwester verheiraten zu müssen, bringt aus Trotz seinem Vater gegenüber seine Mutter zum Bankett und lernt die Adelige Ursula Bonadeo kennen, eine verheiratete Frau, in die er sich verliebt. Nach der Hochzeit zieht Lucrezia auf das Anwesen ihres Ehemannes. Ihre Hoffnungen, den älteren Giovanni Sforza mit ihrer Liebenswürdigkeit zu bezaubern, werden in der Hochzeitsnacht zunichtegemacht, als er sich brutal an dem jungen Mädchen vergeht. |           |                          |                       |                      |                                       |                    |             |
| 5 | 5         | Verliebte Borgias        | The Borgias in Love   | 24. Apr. 2011        | 25. Sep. 2011                         | John Maybury       | Neil Jordan |
| Auf dem Anwesen in Pesaro leidet Lucrezia unter den nächtlichen Vergewaltigungen ihres Ehemannes Giovanni Sforza und beginnt eine Liebesbeziehung mit Sforzas jungem Stallburschen Paolo. In Rom bittet Ursula Bonadeo Cesare darum, auf Rache zu verzichten, obwohl ihr Mann auf Lucrezias Hochzeitsfeier Cesares Mutter eine Hure genannt hat. Sie befürchtet, ihr kampferprobter Mann könne Cesare, in den sie sich verliebt hat, in einem Duell töten. Inzwischen ist della Rovere nach Mailand gereist und bittet dort, wie schon in Florenz, den Herrscher Ludovico Sforza, in naher Zukunft papstfeindliche Truppen durch sein Herzogtum ziehen zu lassen. Alexander droht Ludovico daraufhin, statt ihm seinen Neffen Gian Galeazzo Sforza, den eigentlichen Thronfolger, als Herrscher in Mailand einzusetzen. Doch Ludovico hält diesen in einem Verlies gefangen und vergiftet ihn. Um die Medici in Florenz auf seine Seite zu ziehen, bietet Alexander ihnen an, den Prediger Savonarola, der ihnen schon lange ein Dorn im Auge ist, als Ketzer zu verbrennen. Bei einem geheimen Treffen mit Cesare ist deren Antwort durch ihren Berater Machiavelli jedoch uneindeutig. Unterdessen plant Alexander eine politisch motivierte Ehe für Juan, der sich jedoch widerwillig zeigt. In Pesaro bringt Lucrezia schließlich Paolo dazu, den Sattel ihres Mannes anzuschneiden, so dass dieser bei seinem nächsten Jagdausflug stürzt und sich ein Bein bricht. In Rom lauert Cesare nachts Graf Bonadeo auf und tötet ihn in einem Duell, um Ursula für sich zu haben. Den Leichnam lässt er im Tiber verschwinden. |           |                          |                       |                      |                                       |                    |             |
| 6 | 6         | Der König von Frankreich | The French King       | 1. Mai 2011          | 25. Sep. 2011                         | John Maybury       | Neil Jordan |
| Lucrezia genießt die Zeit mit ihrem Liebhaber Paolo, während ihr Ehemann mit seinem Beinbruch ans Bett gefesselt ist, und tut alles, um dessen Genesungszeit zu verlängern. Ursula Bonadeo, die ihren Mann auf einer Geschäftsreise in Ostia glaubt, gibt sich Cesares drängendem Werben hin und beginnt eine Liebesaffäre mit ihm. Alexander möchte Juan mit Sancha von Aragon, der unehelichen Tochter von König Ferrante von Neapel, verheiraten, um eine Allianz mit Neapel einzugehen. Als Juan sich weigert, soll der 13-jährige Jofré des Papstes Wunsch erfüllen. Um die künftige Braut seines Bruders kennenzulernen, reist Juan nach Neapel. Sancha zeigt sich sehr freizügig und beide beginnen eine Affäre. Kardinal della Rovere ist inzwischen in Frankreich angekommen, wo er König Karl VIII. überredet, den Borgia-Papst mit Waffengewalt abzusetzen. Im Gegenzug soll della Rovere, wenn er dann Papst ist, Karl zum König von Neapel krönen. Als man in Rom Graf Bonadeos Leiche am Ufer des Tiber findet, wird der entsetzten Ursula klar, dass Cesare ihren Mann getötet hat und sie durch Verhalten eine Mitschuld trägt. Sie verlässt Cesare und tritt in ein Kloster ein. Juan ist verunsichert von Gerüchten, er sei nicht der Sohn des Papstes, sondern von Theo, des Ehemanns seiner Mutter. Als er Theo in Vanozzas Haus zufällig antrifft, verprügelt er ihn. Lucrezia kehrt wegen Jofrés und Sanchas Hochzeit kurzzeitig nach Rom zurück. Da sie die Allianz mit den Sforza nicht gefährden will, deutet sie ihrem Bruder Cesare gegenüber jedoch nur an, wie schlecht ihr Ehemann sie behandelt. |           |                          |                       |                      |                                       |                    |             |
| 7 | 7         | Die Invasion             | Death on a Pale Horse | 8. Mai 2011          | 2. Okt. 2011                          | Jeremy Podeswa     | Neil Jordan |
| Die französische Armee dringt in Italien ein und belagert die Stadt Lucca. Mit Hilfe der modernen Kanonen kann die Stadt rasch erobert werden. König Karl lässt sehr zu Kardinal della Roveres Missfallen die Stadt plündern und die Bevölkerung abschlachten. Als nächste Stadt soll Florenz angegriffen werden, doch della Rovere kann Karl davon überzeugen, nach Florenz reiten, um die Stadt zu einer friedlichen Übergabe zu überreden. Karl verlangt als Gegenleistung jedoch die Aufbringung einer hohen Geldleistung, die Versorgung seiner Truppen durch das Volk sowie Angehörige der führenden Familien als Geiseln. Zwar hat Alexander noch einige treue Verbündete, darunter die Könige der Romagna, dennoch muss er sichergehen. Er sendet Giulia Farnese nach Pesaro, um seinen Schwiegersohn Giovanni Sforza an seine Verbindung gegenüber dem Vatikan zu erinnern. In Pesaro angekommen, muss Giulia erkennen, dass Giovanni Sforza zusammen mit seiner Cousine Caterina Sforza nicht daran denkt, sich gegen das übermächtige französische Heer zu stellen, sondern sich passiv verhalten wird. Auch erkennt sie, dass Lucrezia schwanger ist und dass Giovanni Sforza aufgrund seiner Verletzung als Vater nicht in Frage kommt. |           |                          |                       |                      |                                       |                    |             |
| 8 | 8         | Kanonendonner            | The Art of War        | 15. Mai 2011         | 2. Okt. 2011                          | Jeremy Podeswa     | Neil Jordan |
| Mit Hilfe des Stallburschen Paolo, des Kindsvaters, können Giulia und Lucrezia fliehen. Als Strafe wird Paolo von Giovanni Sforza ausgepeitscht. Auf der Flucht vor Giovanni Sforza auf dem Weg nach Rom werden Giulia und Lucrezia von den Truppen Karls gefangen genommen. Lucrezia beschließt daraufhin, mit ihrem Liebreiz Karl zu betören, um so die drohende Invasion Roms und die Absetzung ihres Vaters als Papst zu verhindern. In Rom spitzt sich die Situation zu, da die Einwohner aus der Stadt fliehen und selbst die Kardinäle Alexander die Treue versagen, um sich und ihr Hab und Gut zu retten. Mit einer unterlegenen Armee tritt Juan den Truppen Karls entgegen. Nur dank der Vermittlung Lucrezias kann ein Blutbad verhindert werden. Die Franzosen können daraufhin ohne Gegenwehr in Rom einmarschieren. |           |                          |                       |                      |                                       |                    |             |
| 9 | 9         | Der Hauch des Todes      | Nessuno (Nobody)      | 22. Mai 2011         | 2. Okt. 2011                          | Jeremy Podeswa     | Neil Jordan |
| Alexander hat einen Plan, um sich die Macht zu sichern. Er tritt Karl in einer einfachen Bettelmönchskutte entgegen und beschämt den Fürsten auf diese Weise. Er verspricht, Karl zum König des Königreichs Neapel zu machen, im Gegenzug zu seiner Treue. Nur widerwillig muss Kardinal della Rovere die Inthronisierung Karls mitansehen. Lucrezia findet unterdessen im Kloster von Schwester Martha, wie sich Ursula Bonadeo nun nennt, Unterschlupf. Hier soll sie sich auf die Geburt ihres Kindes vorbereiten. Cesare, der von Giovannis Brutalität gegenüber seiner Schwester erfährt, reitet mit Micheletto nach Pesaro und entführt seinen Schwager. In Rom angekommen, soll die Ehe mit Lucrezia annulliert werden. Als Grund wird die Impotenz Giovannis angeführt, und dass somit die Ehe nicht vollzogen wurde. Nur widerwillig stimmt Giovanni der Annullierung zu und wird daraufhin mit Schande aus Rom vertrieben. Karl, inzwischen in Neapel angekommen, muss entsetzt feststellen, dass in seinem neuen Königreich die Pest wütet, und Alexanders Geschenk an ihn somit wertlos ist. Selbstverständlich wusste Alexander bereits vor der Inthronisierung Karls davon. Am Ende bringt Lucrezia ihren und Paolos Sohn zur Welt. |           |                          |                       |                      |                                       |                    |             |

### Staffel 2
| Nr. (ges.) | Nr. (St.) | Deutscher Titel             | Originaltitel           | Erstausstrahlung USA | Deutschsprachige Erstausstrahlung (D) | Regie         | Drehbuch     |
| ---------- | --------- | --------------------------- | ----------------------- | -------------------- | ------------------------------------- | ------------- | ------------ |
| 10         | 1         | Das Kabinett des Schreckens | The Borgia Bull         | 8. Apr. 2012         | 13. Dez. 2012                         | Neil Jordan   | Neil Jordan  |
| 11         | 2         | Paolo                       | Paolo                   | 15. Apr. 2012        | 13. Dez. 2012                         | Neil Jordan   | Neil Jordan  |
| 12         | 3         | Die Macht der Täuschung     | The Beautiful Deception | 22. Apr. 2012        | 13. Dez. 2012                         | Jon Amiel     | Neil Jordan  |
| 13         | 4         | Die Kunst der Rache         | Stray Dogs              | 29. Apr. 2012        | 20. Dez. 2012                         | Jon Amiel     | Neil Jordan  |
| 14         | 5         | Im Bett des Feindes         | The Choice              | 6. Mai 2012          | 20. Dez. 2012                         | Kari Skogland | Neil Jordan  |
| 15         | 6         | Diebe und Lügner            | Day of Ashes            | 13. Mai 2012         | 20. Dez. 2012                         | John Maybury  | David Leland |
| 16         | 7         | Die Belagerung von Forli    | The Siege at Forli      | 20. Mai 2012         | 21. Dez. 2012                         | Kari Skogland | David Leland |
| 17         | 8         | Der feige Held              | Truth and Lies          | 3. Juni 2012         | 21. Dez. 2012                         | John Maybury  | David Leland |
| 18         | 9         | Der verlorene Sohn          | World of Wonders        | 10. Juni 2012        | 21. Dez. 2012                         | David Leland  | David Leland |
| 19         | 10        | Geständnisse                | The Confession          | 17. Juni 2012        | 21. Dez. 2012                         | David Leland  | Guy Bert     |

### Staffel 3
| Nr. (ges.) | Nr. (St.) | Deutscher Titel          | Originaltitel            | Erstausstrahlung USA | Deutschsprachige Erstausstrahlung (D) | Regie         | Drehbuch    |
| ---------- | --------- | ------------------------ | ------------------------ | -------------------- | ------------------------------------- | ------------- | ----------- |
| 20         | 1         | Das Antlitz des Todes    | The Face of Death        | 14. Apr. 2013        | 25. Dez. 2013                         | Kari Skogland | Guy Bert    |
| 21         | 2         | Die unheilige Familie    | The Purge                | 21. Apr. 2013        | 25. Dez. 2013                         | Kari Skogland | Neil Jordan |
| 22         | 3         | Gemahl für eine Nacht    | Siblings                 | 28. Apr. 2013        | 25. Dez. 2013                         | Jon Amiel     | Guy Bert    |
| 23         | 4         | Der Kastanienball        | The Banquet of Chestnuts | 5. Mai 2013          | 25. Dez. 2013                         | Jon Amiel     | Guy Bert    |
| 24         | 5         | Der Wolf und das Lamm    | The Wolf and the Lamb    | 12. Mai 2013         | 25. Dez. 2013                         | Kari Skogland | Neil Jordan |
| 25         | 6         | Die Armee der Bastarde   | Relics                   | 19. Mai 2013         | 26. Dez. 2013                         | Kari Skogland | Guy Bert    |
| 26         | 7         | Die Umarmung des Teufels | Lucrezia’s Gambit        | 26. Mai 2013         | 26. Dez. 2013                         | David Leland  | Neil Jordan |
| 27         | 8         | Blutige Tränen           | Tears of Blood           | 2. Juni 2013         | 26. Dez. 2013                         | David Leland  | Neil Jordan |
| 28         | 9         | Die Farbe des Verrats    | The Gunpowder Plot       | 9. Juni 2013         | 26. Dez. 2013                         | Neil Jordan   | Neil Jordan |
| 29         | 10        | Der vollkommene Fürst    | The Prince               | 16. Juni 2013        | 26. Dez. 2013                         | Neil Jordan   | Neil Jordan |

## Historische Abweichungen

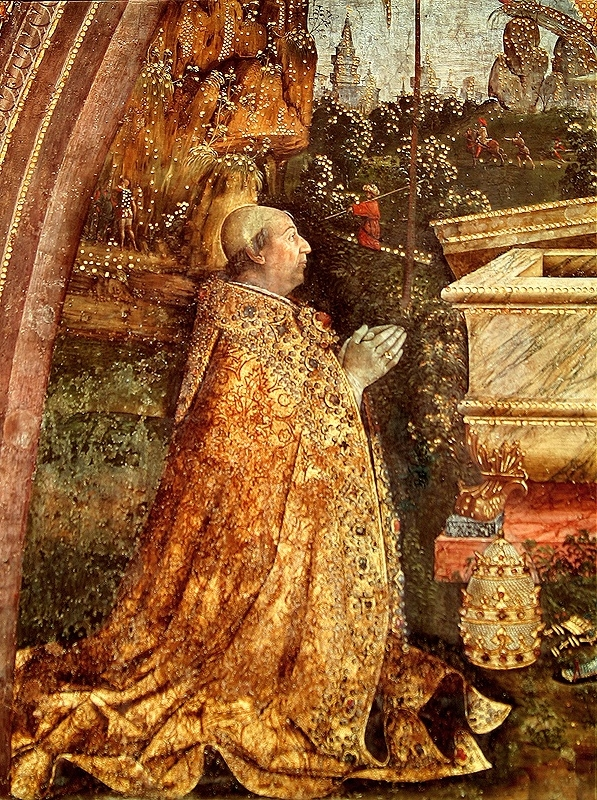
Papst Alexander VI., Fresco im Appartamento Borgia im Vatikan

Wie andere historische Fernsehserien enthält auch Die Borgias fiktionale Elemente und folgt nicht exakt den tatsächlichen historischen Abläufen und Ereignissen. Die Serie nimmt sich Freiheiten in der Darstellung der Reihenfolge geschichtlicher Ereignisse und im Erscheinungsbild und Charakter der dargestellten historischen Persönlichkeiten.
So ließ Hauptdarsteller Jeremy Irons sich zunächst nur schwer überzeugen, die Rolle des korpulenten Papstes Alexander VI. zu übernehmen, weil er diesem nicht im Geringsten ähnelt. Serienschöpfer Neil Jordan waren körperliche Ähnlichkeiten zwischen Charakteren und Schauspielern jedoch nicht wichtig.
Einige Beispiele für historische Abweichungen sind:
- Zum Zeitpunkt von Rodrigo Borgias Wahl zum Papst hielt sein Sohn Cesare sich nicht wie dargestellt in Rom auf, sondern in Pisa. Er half ihm demnach auch nicht bei der Bestechung der anderen Kardinäle.
- Bei dem während des Einzugs zur Krönungsmesse zu hörenden Lied handelt es sich um „Zadok the Priest“ aus den Coronation Anthems, die Georg Friedrich Händel 1727 für die Krönung König Georgs II. komponiert hat – zwischen beiden Ereignissen liegen jedoch 235 Jahre Differenz.
- Micheletto war historisch schon lange vor den Ereignissen der Serie im Dienste der Borgia und war Leibwächter der Borgiakinder, bevor er Cesares Vollstrecker wurde.
- Giulia Farnese war bereits Rodrigo Borgias Mätresse, als dieser im Jahr 1492 Papst wurde – sie gebar ihm in diesem Jahr die Tochter Laura.
- Lucrezia lebt in der Serie im Haushalt ihrer Mutter, tatsächlich lebte sie aber 1492 zusammen mit Giulia Farnese bei ihrer Verwandten Adriana de Mila, die in der Serie nicht auftaucht
- Lucrezias Ehemann Giovanni Sforza war bei ihrer Eheschließung erst 26 Jahre alt, nicht in seinen Vierzigern wie in der Serie dargestellt, zudem gibt es keinerlei Hinweise darauf, dass er sie vergewaltigt hätte. Weiterhin wurde er nicht wie in der Serie von Cesare in Forlì getötet, sondern starb 1510 eines natürlichen Todes in Pesaro.
- Die Figur der Ursula Bonadeo ist erfunden, ebenso Lucrezias Liebhaber Paolo. Ein angeblicher Liebhaber der historischen Lucrezia hieß Pedro Calderon, genannt Perotto.
- Vanozzas Ehemann Theo ist eine Verschmelzung der drei historischen Ehemänner Vanozzas.
- Kardinal Orsino Orsini wird 1492 bei einem Bankett vergiftet, der historische Kardinal Giovanni Battista Orsini wurde erst 1503 getötet.
- Der Kardinal Julius Versucci ist frei erfunden.
- Prinz Djem stirbt als Gast der Borgias in Rom, tatsächlich starb Djem erst Jahre später in Gefangenschaft des französischen Königs auf dem Weg nach Neapel.
- Machiavelli taucht 1494 als Berater der Medici in Florenz auf und trifft Cesare, er war jedoch erst ab 1499 florentinischer Botschafter und traf in dieser Funktion auch erst 1502 Cesare.
- Ludovico Sforza hält seinen Neffen Gian Galeazzo, dessen Herzogtum er usurpiert hat, in einem Kerker gefangen, in Wirklichkeit überließ der junge Mann seinem Onkel freiwillig die Regierungsgeschäfte.
- Die Thronfolge in Neapel wurde für die Serie stark vereinfacht.
- Der französische König Karl VIII. war bei der Einnahme Roms 24 Jahre alt und hatte eine eher knabenhafte Figur, in der Serie wird er jedoch als ein korpulenter, trunksüchtiger Mann mittleren Alters dargestellt.
- Juan wirft den fliehenden Kardinälen vor, „wie Lemminge“ in ihr Verderben zu rennen. Selbstmörderische Lemminge sind eine Erfindung aus dem 20. Jahrhundert.
- Juan leitete niemals die Belagerung von Forlì, er war zu diesem Zeitpunkt bereits zwei Jahre tot.
- Für die Liebesbeziehung zwischen Caterina Sforza und Cesare Borgia gibt es keine Beweise, diese ist nur über Gerüchte überliefert.
- Girolamo Savonarola wurde in Florenz hingerichtet, nicht in Rom. Er wurde auch nicht bei lebendigem Leibe verbrannt, sondern gehängt und seine Leiche verbrannt.
- Alfons II. von Neapel war nicht der Bruder, sondern der Vater von Sancha von Aragon, die 1494 Jofré Borgia heiratete. Ihr Bruder war Alfonso von Aragon, der zweite Ehemann von Lucrezia Borgia, der am Ende der zweiten Staffel eingeführt wird.

Trotz solcher Abweichungen meinte Neil Jordan zunächst: „Ich versuche so genau wie es geht im Rahmen der historischen Ereignisse zu bleiben. Aber man muss gar nicht viel erfinden, um diese Leute faszinierend zu machen.“

## Kritik
„Weil aber ein auch nur einigermaßen getreues Abbild der Macht- und Gewaltverhältnisse in der Renaissance Zuschauer wie Autoren überfordert hätte, besinnen sich Produzent Neil Jordan und sein Team in ihrer neuesten TV-Serie zur Borgia-Saga auf das bewährte Rezept, wonach Männer Geschichte machen und die Frauen dazu wohlgestalt ihren Busen zeigen. Die Serie mit dem sonderdämlichen Untertitel „Sex. Macht. Mord. Amen“ bereichert nun das bisher von keinem größeren intellektuellen Anspruch gestreifte Programm von Pro Sieben.“

## Auszeichnungen und Nominierungen

### Auszeichnungen
Gemini Award 2011
- Sieger in der Kategorie „Best Dramatic Series“[21]

63. Primetime Emmy Award 2011
- Sieger in der Kategorie Outstanding Costumes For A Series (Beste Kostüme für eine Serie) für die Episode Die verkaufte Braut (Kostümbildnerin: Gabriella Pescucci)[22]
- Sieger in der Kategorie Outstanding Original Main Title Theme Music (Beste Titelmelodie)[23]

### Nominierungen
51. Monte-Carlo Television Festival Award (2011)
- Nominierung für die Kategorie Outstanding International Producer (James Flynn, Neil Jordan & Sheila Hockin) im Bereich Drama TV Series
- Nominierung für die Kategorie Outstanding European Producer (James Flynn, Neil Jordan & Sheila Hockin) im Bereich Drama TV Series
- Nominierung für die Kategorie Outstanding Actor (Jeremy Irons) im Bereich Drama TV Series
- Nominierung für die Kategorie Outstanding Actress (Holliday Grainger & Joanne Whalley) im Bereich Drama TV Series

63. Primetime Emmy Award 2011
- Nominierung für die Kategorie Outstanding Art Direction For A Single-Camera Series (Francois Seguin, Production Designer; Jonathan McKinstry, Art Director; Judit Varga, Set Decorator) für die Episode Lucrezia's Wedding
- Nominierung für die Kategorie Outstanding Cinematography For A Single-Camera Series (Paul Sarossy, Director of Photography) für die Episode The Poisoned Chalice/The Assassin
- Nominierung für die Kategorie Outstanding Costumes For A Series (Gabriella Pescucci, Costume Designer; Uliva Pizzetti, Costume Supervisor) für die Episode Lucrezia's Wedding
- Nominierung für die Kategorie Outstanding Directing For A Drama Series (Neil Jordan, Directed by) für die Episode The Poisoned Chalice/The Assassin
- Nominierung für die Kategorie Outstanding Original Main Title Theme Music (Trevor Morris, Music by)
- Nominierung für die Kategorie Outstanding Special Visual Effects For A Series (Bob Munroe, Lead Visual Effects Supervisor; Doug Campbell, Visual Effects Supervisor; Bill Halliday, Visual Effects Producer; Juan Jesus Garcia, Visual Effects Art Director; Luke Groves, Visual Effects Technical Producer; Seth Martiniuk, Lead Visual Effects Compositor; Blair Tennessy, CGI Supervisor) für die Episode The Poisoned Chalice/The Assassin

64. Primetime Emmy Award 2012
- Nominierung für die Kategorie Best Visual Effects für die Episode The Choice
- Nominierung für die Kategorie Best Costumes für die Episode The Confession
- Nominierung für die Kategorie Best Hairstyling für die Episode The Confession
- Nominierung für die Kategorie Best Music Composition für die Episode The Confession